# APOPO
APOPO (akronym for Anti-Persoonsmijnen Ontmijnende Product Ontwikkeling) er en belgisk NGO, der træner gambianske kæmperotter til at opdage landminer og tuberkulose. Organisationens mission er at udvikle rottebaseret teknologi til at skabe løsninger på globale problemer og inspirere til positive sociale forandringer.